# Venejärvi (sjö i Finland, Kajanaland)
Venejärvi är en sjö i Finland. Den ligger i kommunen Kajana i landskapet Kajanaland, i den centrala delen av landet, 400 km norr om huvudstaden Helsingfors. Venejärvi ligger 162,7 meter över havet. I omgivningarna runt Venejärvi växer i huvudsak blandskog. Den är 10,76 meter djup. Arean är 2,22 kvadratkilometer och strandlinjen är 17,99 kilometer lång. Sjön  ingår i Vuoksens huvudavrinningsområde. 